# Phantasy Star II
Phantasy Star II (ファンタシースター II 還らざる時の終わりに, Fantashī Sutā Tsū Kaerazaru Toki no Owari ni, lit. Phantasy Star II: O Fim da Era Perdida) é um RPG eletrônico, o segundo da série de jogos Phantasy Star, que iniciou em 1987. Foi lançado pela SEGA em 1989 para Mega Drive, e depois em duas compilações diferentes para Sega Saturn e para Game Boy Advance chamadas de Phantasy Star Collection. Também foi lançado no "pacote" Sega Smash Pack Volume One para Sega Dreamcast e como parte do Sega Genesis Collection para PlayStation 2 e PSP. Ainda foi feito um remake, chamado Phantasy Star Generation 2 para PlayStation 2 que foi lançado em 2005 como parte da linha Sega Ages. O jogo também tornou-se disponível no Virtual Console do Nintendo Wii desde 18 de fevereiro de 2008. Em 1996, o jogo ganhou uma versão traduzida para o português pela Tec Toy para Mega Drive.
O sistema de batalhas é baseado em turnos, permitindo ao jogador escolher os comandos para até quatro personagens. Cada um dos oito personagens presentes no jogo possuem uma série de diferentes armas e armaduras para utilizar, bem como técnicas, que combinam com a "profissão" de cada personagem.

## História

### Prólogo
Em algum lugar na Galáxia de Andrômeda encontra-se o Sistema Solar de Algol. A estrela, Algol, possui três planetas orbitando a sua volta.
A história se concentra no segundo planeta, Motávia. Antes um planeta desértico infestado com formigas-leões, Motávia foi transformado em um azul e verde paraíso tropical devido a ação do Cérebro-Mãe. Fazendas em redomas produzem grãos e a água é regulada em rios represados. A vida em Motávia é doce, pacífica e fácil. A população tem tudo o que precisa, e não há a necessidade de trabalhar. A maioria de seus habitantes é formada por imigrantes vindos do planeta Palma.
Mais distante está Dezoris, o planeta de gelo. Pouco se sabe sobre este misterioso e escuro planeta.
Os nativos dezorianos se dedicavam a mineração, porém agora vivem em cidades. São reconhecidos pela sua pele verde. O sistema de linguagem dezoriano é diferente dos outros planetas, fazendo assim com que a comunicação seja difícil às vezes.
Mil anos se passaram desde que Alis e seus amigos livraram Algol do demoníaco Lassic. Algol desde então tem prosperado sob os cuidados de um computador gigantesco chamado de Cérebro-Mãe. O Cérebro-Mãe regula a Torre Climatrol, o Laboratório de Biossistemas, e todas as outras coisas que provém ao povo de Motávia tudo aquilo que precisam.

### Introdução
O jogo se inicia com um curto monólogo no qual o personagem Rolf lembra-se de um estranho pesadelo que teve e se repete. No sonho, uma jovem garota, que lembra Alis de Phantasy Star, está combatendo um demônio. Porém, Rolf não sabe nada sobre a identidade da garota. Além disso, mesmo com Rolf perto, é incapaz de se mover ou falar enquanto o demônio está atacando a garota. Finalmente, no momento em que o demônio iria matar a garota, Rolf acorda.
De sua casa na capital motaviana, Paseo, Rolf vai para a Torre Central para se encontrar com o Governador de Motávia, para receber sua nova missão.
Com o Sistema de Algol controlado por um estranho computador, os habitantes levam uma vida ociosa e fácil. Eis que ocorre um defeito no sistema e a energia usada para controlar a temperatura do planeta é desviada para um laboratório, onde criaturas adaptadas ao clima local são criadas. O caos se instala quando monstros agressivos começam a aparecer. Cabe ao agente Rolf a missão de desvendar os segredos por trás do computador "Cérebro-Mãe", que aparentemente está tentando destruir o Sistema de Algol.

## Personagens

### Personagens jogáveis

#### Rolf
- Japonês: ユーシス (Yūshisu ou Eusis)
- Raça: Palmaniano
- Idade: 21
- Profissão: Agente
- Nascimento: 17 de setembro de AW1263
- Altura 1,77 m
- Arma(s): Espadas/Facas

Muitos podem não saber, mas quando era pequeno, Rolf estava num acidente que derrubou uma nave espacial que saía de Motávia, matando todos os tripulantes, inclusive ele. Porém, Lutz (ou Noah, de Phantasy Star 1) ressuscita Rolf e deixa o garoto em um orfanato para ser criado. Encontra Nei meses depois de se tornar um agente, salvando a numana de ser apedrejada pelos cidadãos de Paseo.
Vê em seus pesadelos o confronto entre Alis e Força Negra. É destinado a uma missão para investigar os distúrbios naturais causados em Motávia. Mal sabe ele que sua missão seria apenas o prólogo de uma grande aventura.

#### Nei
- Japonês: ネイ (Nei)
- Raça: numana
- Idade: sete meses
- Profissão: Nenhuma
- Nascimento: 30 de agosto de AW1283
- Altura: 1,64 m
- Arma(s): Garras

Nei é fruto de um acidente no laboratório de biossistemas que gerou Nei First (Nei-1). É de Nei-1 que surge a Nei que conhecemos. De princípio, após ser abandonada, tinha a aparência de uma criança, com orelhas pontudas e instintos animais, o que fez com que o povo a rejeitasse. Certa vez, Nei estava a ponto de ser apedrejada pelos habitantes de Paseo, quando esta foi salva por Rolf, que a adotou como uma irmã desde então.
Ao ser encontrada, era criança, mas, com o passar dos meses, o seu físico se desenvolveu aceleradamente, transformando a garotinha numana em uma bela e curvilínea garota (em menos de um ano).
Quando Rolf recebe a missão que o deixaria fora de casa por muito tempo, Nei o convence a deixá-la segui-lo na tarefa.

#### Rudolf "Rudo" Steiner
- Japonês: ルドガー・スタイナー (Rudogā (Rudger) Steiner)
- Raça: Palmaniano
- Idade: 35
- Profissão: Caçador
- Nascimento: 1º de julho de AW1249
- Altura: 1,90 m
- Arma(s): Armas de grande calibre

O que se sabe sobre Rudo é que sua família foi dizimada por biomonstros em AW1281, e, desde então, sua missão é caçar esses biomonstros. Junta-se a Rolf na jornada, mas estranha um pouco a presença de Nei. No jogo, utiliza armas de maior porte que geralmente causam bastante dano.

#### Amy Sage
- Japonês: アンヌ・サガ (Anne Saga)
- Raça: Palmaniana
- Idade: 23
- Profissão: Médica
- Nascimento: 26 de abril de AW1261
- Altura: 1,58 m
- Arma(s): Facas/Cajados

De aparência calma e bondosa, Amy se une a Rolf na jornada no intuito de ajudar o grupo a investigar os efeitos climáticos. Detém um grande poder de cura. Se tornou doutora no mesmo ano em que entrou para o grupo de Rolf.

#### Hugh Thompson
- Japonês: ヒューイ・リーン (Huey Reane)
- Raça: Palmaniano
- Idade: 20
- Profissão: Biólogo
- Nascimento: 14 de junho de AW1264
- Altura: 1,75 m
- Arma(s): Facas/Armas de pequeno calibre

Hugh se une ao grupo de Rolf com a mesma intenção de acabar com os biomonstros, uma vez que este os estudava e até mesmo admirava. É bom com facas e armas de pequeno porte.

#### Anna Zirski
- Japonês: アーミア・アミルスキー (Āmia Amirski)
- Raça: Palmaniana
- Idade: Desconhecida (Aparenta ter 21 anos)
- Profissão: Guardiã/Contra-caçadora (EUA/JP)
- Nascimento: Desconhecido (possivelmente em AW1263)
- Altura: 1,68 m
- Armas(s): Bumerangues/Chicotes

De gênio forte e muito batalhadora, Anna entra para grupo de Rolf com a mesma intenção que os demais: acabar com os biomonstros. Pode não parecer, mas por trás desta personalidade forte e guerreira, se esconde uma pessoa bondosa e preocupada com os amigos. Parece ser muito próxima de Rolf.

#### Josh "Kain"
- Japonês: カインズ・ジ・アン (Kainz Ji-An)
- Raça: Palmaniano
- Idade: 21
- Profissão: Mecânico
- Nascimento: 9 de dezembro de AW1263
- Altura: 1,80 m
- Armas(s): Facas/Armas de pequeno porte

Se une a Rolf na luta contra os biomonstros e criaturas mecânicas com o mesmo proprósito dos restantes: proteger o planeta. Porém, Kain se demonstra mais útil com sua "habilidade" de ser ótimo com máquinas. Na versão japonesa foi dito que ele possuía uma pequena queda por Nei, mas este fato foi excluído na versão americana do jogo.

#### Shir Gold
- Japonês: シルカ・レビニア (Shilka Levinia)
- Raça: Palmaniana
- Idade: 21
- Profissão: Ladra
- Nascimento: 1º de abril de AW1263
- Altura: 1,61 m
- Armas(s): Facas

Shir é oriunda de uma das mais ricas famílias residentes em Motávia. Porém, se torna ladra para quebrar a monotonia de sua vida. Une-se a Rolf apenas pelo propósito de sair numa aventura e se divertir, mesmo sabendo que futuramente as coisas ficariam bastante sérias.

### Inimigos importantes
- Neifirst - Metade humana, metade biomonstro, e parte da própria Nei. Sendo parte biomonstro, foi excomungada pela sociedade, o que lhe causou ódio pela raça palmaniana. Isso levou Nei First a sabotar o Sistema de Controle Climático da Motávia, assim como o Laboratório de Biossistemas, causando a secura do planeta, assim como os ataques de Biomonstros (animais biologicamente alterados).
- Dark Force - Ao longo da série Phantasy Star, Dark Force é descrito como a própria personificação do mal que ressurge a cada mil anos, graças a toda maldade existente no universo.
- Cérebro-Mãe - É um supercomputador construído para controlar todo o meio ambiente no Sistema Solar de Algol. Rolf foi enviado para investigar seu recente funcionamento defeituoso.
- Terráqueos ou Homens da Terra - São os responsáveis pela criação do Cérebro-Mãe. Em Phantasy Star II, o povo do Planeta Terra aparece como colonizadores e conquistadores de mundos e são os verdadeiros culpados por todo transtorno envolvendo entidades como Dark Force e Cérebro-Mãe.

### Outros personagens importantes
- O Governador de Motávia - Como superior de Rolf, o Governador de Motávia dá a Rolf suas missões e lhe fornece informações necessárias. Assim como no primeiro jogo da série traduzido pela Tec Toy, é chamado de Governador. Já nas versões americanas é conhecido como Comandante (Commander of Mota), e nas japonesas como Governador-geral (モタビアの総督, Motabia no Sōtoku). O termo Governador-geral foi adotado na versão brasileira do primeiro jogo da série pela Tectoy.
- Lutz - Um Esper refugiado que vive na Mansão Esper em Dezori, Lutz ajuda Rolf e seus amigos em sua missão. Ele supostamente é o mesmo Esper que acompanha Alis em Phantasy Star, mas devido a tradução das versões americana e brasileira da primeira versão, onde o nome do Esper foi traduzido como Noah, este fato é desprezado.
- Tyler - Um pirata espacial que resgata os personagens do satélite Gaira.
- Ustvestia - Um músico que ensina aos personagens a técnica Musik.